# Aldaba

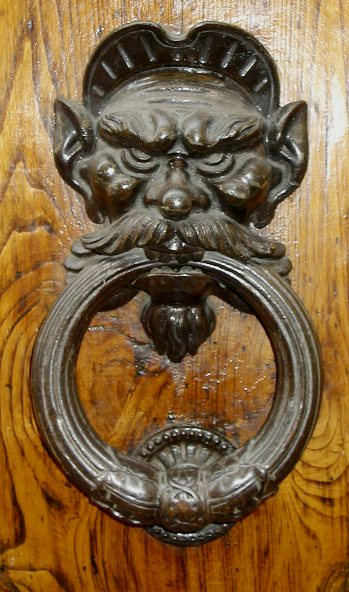
Llamador.

Una aldaba, picaporte o llamador es una pieza articulada de metal situada en las puertas exteriores de las casas que sirve para llamar a sus ocupantes por medio de golpes en la puerta.

## Historia
Las primeras aldabas en la Edad Media consistían en martillitos suspendidos de las hojas de las puertas por la parte exterior. La forma más típica y más antigua es la de argolla o aro, de hierro en las más antiguas, generalmente unida a una cabeza de bronce. Se golpeaba con ellas sobre una cabeza de clavo bastante gorda. Estas aldabas servían además como tiradores y en las puertas de algunas iglesias eran un signo de asilo que se requería asiéndose de dicha anilla. 
De tan antigua costumbre habla San Gregorio de Tours. Dicha cabeza era de león o de grifo o de quimera. De león eran, por ejemplo, las de los llamadores de la portada de la catedral de Puy-en-Vélay del siglo XI y otra del siglo XIII de la puerta occidental de la catedral de Noyón. Esta clase de llamadores se destinaron especialmente a las puertas de las iglesias, sin duda porque así lo pedía la tradición del derecho de asilo. 
La forma de martillo se usó más en las casas particulares. Los más antiguos eran sencillísimos y estaban adornados con grabados a buril. Del siglo XV, existen muchos ejemplares de hierro forjado entre los cuales los hay preciosos, delicadamente forjados y cincelados, y con escudo heráldico pintado de los colores correspondientes. Con el paso del tiempo estas aldabas cayeron algo en desuso y sólo se conservaron para las puertas de las habitaciones rurales. Se sabe que en las puertas de los castillos hubo aldabas sin duda no adheridas más que a las hojas de las poternas sin puente levadizo o a las puertas de las murallas exteriores. 

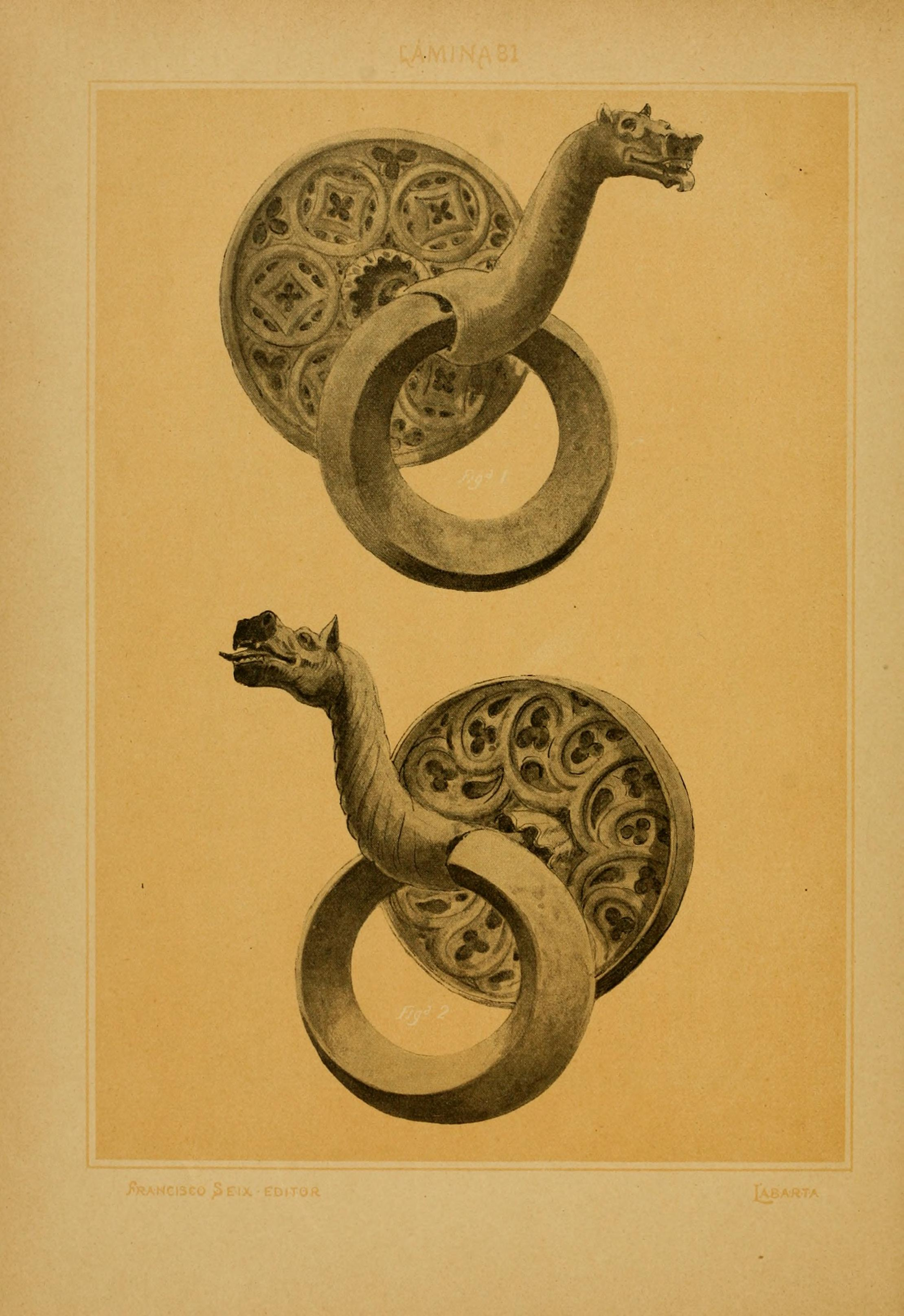
Aldabones con forma de dragón del arte catalán, en dibujo de Luis Labarta (Hierros artísticos, 1901)

En España se conservan todavía muchas puertas de iglesias y de casas señoriales con notabilísimos ejemplos de aldabas y aldabones, muchos de ellos de valor artístico. La forma más antigua y también más usual fue la de argolla suspendida bien de una anilla o bien de una cabeza de león o grifo que se destaca en el centro de una placa circular o en el vértice de un cono cuya base está sobre la puerta. La argolla suele estar facetada de cuatro caras adornadas con labor lineal grabada que se repite generalmente en el disco. Se descubre en todos los caracteres de estos aldabones una influencia del arte árabe.

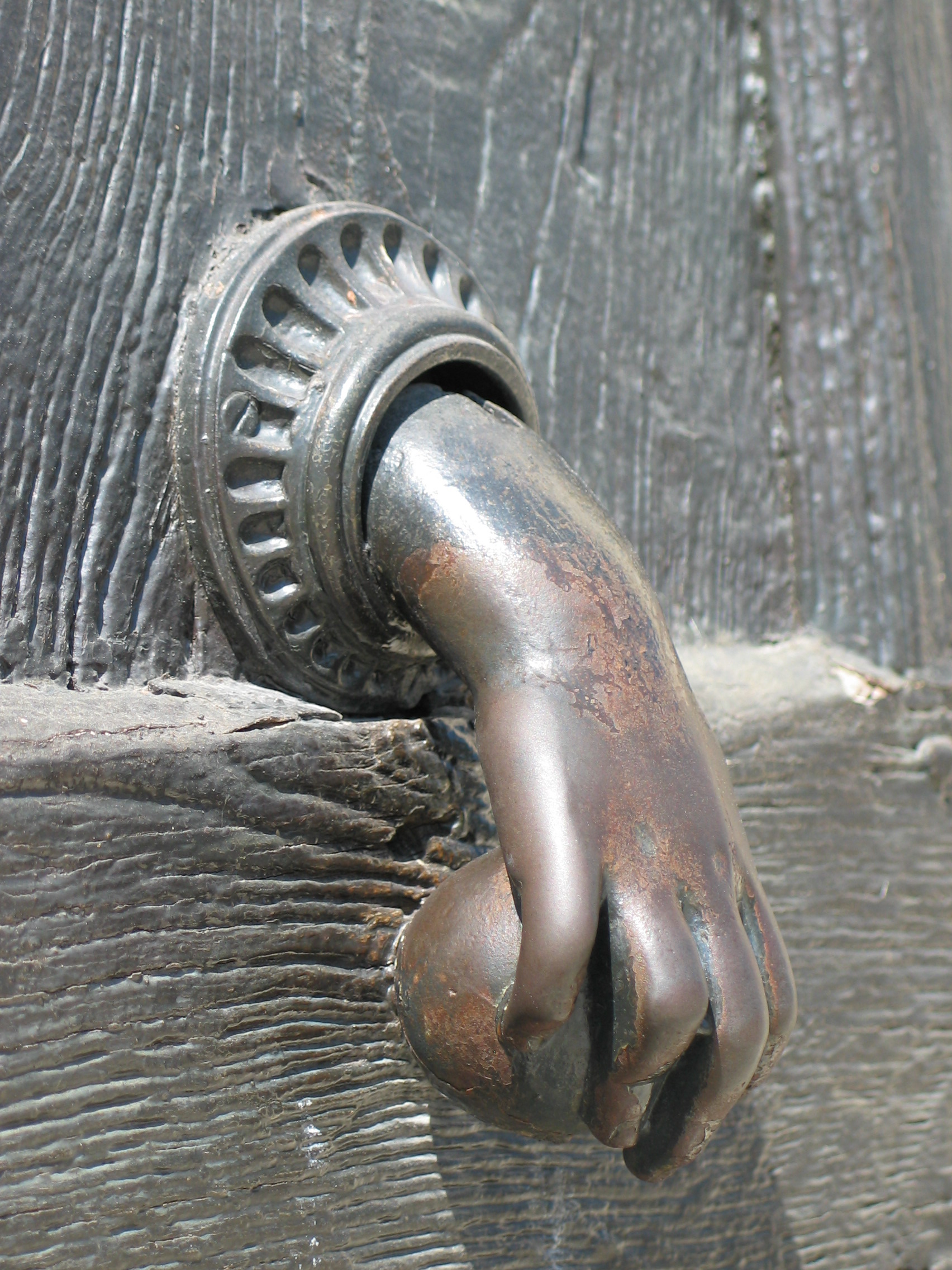
Aldaba (Orléans).

En la catedral de Bayona, Francia, hay un ejemplar muy notable en hierro, de trabajo español muy rico, con adorno en forma de cabeza de grifo y que sujeta la argolla con la boca. Se estima que data del siglo XIII y, sin duda, este tipo artístico persistió en el XIV pues en la península abundan ejemplares que solo difieren en el tamaño. En muchos de ellos, como en la puerta mudéjar (siglo XIV) de la sacristía de los Cálices en la catedral de Sevilla, la cabeza del grifo destaca del centro de una estrella. 
Mucho más antiguo, del siglo XI, es el aldabón de la puerta árabe del castillo de Daroca que hoy se encuentra en el Museo Arqueológico Nacional de España, el cual consiste en una simple argolla pendiente del vértice de un cono todo de hierro. 
Otra forma muy usual es la de tirador formado por un grueso hierro curvado de modo que sus extremos revuelven hacia fuera pasando por dos anillas o abrazaderas de suspensión. En Ávila, y también en casas modestas, hay algunos ejemplares de aldabas que hacen de tirador por lo que ofrecen dos semicírculos en la parte por donde se ase. Los de argolla son más frecuentes en Toledo aunque también los hay en Barcelona.
El Renacimiento produjo también bellos llamadores en cuya composición extremaron su arte los cerrajeros. El tema más común es dos S contrapuestas. Excepcionalmente, también hubo aldabones de piedra. Un buen ejemplo de este período son los dos aldabones de serpentina compuestos de una gran argolla suspendida de las fauces de un león que pertenecieron al palacio de Carlos V en Granada y que actualmente se encuentran en el Museo Arqueológico Nacional.